# باینهایم
باینهایم (به فرانسوی: Beinheim) یک کمون در فرانسه با جمعیت ۱٬۸۸۶ نفر است که در Canton of Seltz واقع شده‌است.